# Aproximante retrofleja sorda
La aproximante retrofleja sorda es un sonido consonántico utilizado en algunos idiomas hablados, su símbolo en el alfabeto fonético internacional es ⟨ɻ̊⟩, el símbolo que lo representa en X-sampa es (r\`_0).

## Símbolo
Su símbolo es una aproximante retrofleja sonora ⟨ɻ⟩ pero con un diacrítico del lado izquierdo para indicar que no se utilizan las cuerdas vocales

## Características
- Su modo de articulación es aproximante, lo que significa que se produce por el acercamiento del tracto vocal al lugar de la articulación, pero no lo suficiente como para producir una corriente de aire turbulenta.
- Su punto de articulación es retroflejo , lo que prototípicamente significa que está articulado subapical (con la punta de la lengua doblada hacia arriba), pero más generalmente significa que es postalveolar sin palatalizarse . Es decir, además de la articulación subapical prototípica, el contacto de la lengua puede ser apical (puntiagudo) o laminal (plano).

- Su fonación es sorda, lo que significa que se produce sin vibraciones de las cuerdas vocales.
- Es una consonante oral, lo que significa que se permite que escape el aire solamente a través de la boca.
- Es una consonante central, que significa que se produce por la dirección de la corriente de aire a lo largo del centro de la lengua, en lugar de a los lados.
- El mecanismo de flujo de aire es pulmonar, lo que significa que se articula empujando el aire únicamente con los pulmones y el diafragma, como en la mayoría de los sonidos.

## Aparece en
| Idioma | Idioma | Palabra | AFI    | Significado | Notas                              |
| ------ | ------ | ------- | ------ | ----------- | ---------------------------------- |
| Feroés | Feroés | bert    | [pɛɻ̊ʈ] | 'solo'      | Alofono Aproximantes sordo de /r/. |